# رندل دوک کیم
رندل دوک کیم (انگلیسی: Randall Duk Kim؛ زاده ۲۴ سپتامبر ۱۹۴۳) یک هنرپیشه اهل ایالات متحده آمریکا است. وی از سال ۱۹۶۸ میلادی تاکنون مشغول فعالیت بوده‌است.
از فیلم‌ها یا برنامه‌های تلویزیونی که وی در آن نقش داشته است می‌توان به خاطرات یک گیشا، پاندای کونگ‌فوکار، ماتریکس: بارگذاری مجدد، نینجای قاتل اشاره کرد.